# To właśnie Patty
To właśnie Patty (ang. Just Patty, alternatywne polskie tytuły: Właśnie Inka, Niesforna Patty oraz Patty) – powieść dla dziewcząt amerykańskiej pisarki Jean Webster, wydana po raz pierwszy w 1911 roku. Pierwsze polskie wydanie, pod tytułem Właśnie Inka ukazało się w 1931 roku nakładem Wydawnictwa Polskiego R. Wegnera w Poznaniu. W czasach powojennych powieść ukazywała się kilkakrotnie, nakładem różnych wydawnictw, pod różnymi tytułami (1991, 1993, 1994, 2003, 2005, 2007). Jest prequelem pierwszej powieści Webster - Wesołe kolegium (wznowione w 2009 roku jako Patty i Priscilla).

## Fabuła
Szkolne perypetie czternastoletniej dziewczynki, uczennicy ekskluzywnej Szkoły św. Urszuli. Energiczna i wesoła, nie potrafi podporządkować się szkolnym regułom; a że dwie najbliższe przyjaciółki są równie niesubordynowane, wiecznie wpadają w tarapaty. Największą zaletą dziewczynek jest jednak to, że ich psoty nigdy nie wiążą się ze złośliwością i chęcią dokuczenia innym.